# Shenzhou 6
La Shenzhou 6 (in cinese semplificato: 神舟六号) è una missione del programma spaziale cinese. La seconda con equipaggio.

## Equipaggio
- Comandante: Fei Junlong (1)
- Pilota: Niè Hǎishèng (1)

Tra parentesi il numero di voli spaziali completati da ogni membro dell'equipaggio, inclusa questa missione.

### Equipaggi di riserva

#### Squadra 1
- Liu Boming
- Jing Haipeng

#### Squadra 2
- Zhai Zhigang
- Wu Jie